# Sentínum
Sentínum (en llatí Sentinum, en grec antic Σεντῖνον) va ser una antiga ciutat de l'Úmbria al vessant est dels Apenins, prop del naixement de l'Aesis (Esino).
Va ser l'escenari d'una gran batalla, la batalla de Sentínum, a la tercera guerra samnita l'any 295 aC quan els gals i els samnites aliats van ser derrotats pel cònsol Quint Fabi Màxim Gurges. El general samnita Gellius Egnatius va morir en la batalla, i el cònsol romà Publi Deci Mus va morir igualment.
Sentínum sembla que va ser una ciutat fortificada, ja que apareix a la guerra de Perusa, quan Octavi la va assetjar sense èxit, però després la va ocupar per sorpresa pel seu lloctinent Quint Salvidiè Ruf, que la va saquejar i la va cremar. Va ser restaurada i repoblada per colons sota el triumvirat però sense obtenir el títol de colònia, segons diuen Plini el Vell i Estrabó. Va seguir com a municipi durant tot l'imperi. Correspon a la moderna Sentino.